# Заїкання
Заїкання — порушення мовлення, що виявляється у мимовільному повторенні окремих звуків, складів або цілих фраз, неприродному розтягуванні звуків або блоках мовчання, протягом яких людина, що заїкається, не може вимовити звук. Ймовірно, заїкання з'явилося практично одночасно з мовою, адже згадки про нього доходять до нас з якнайдавніших часів. За свідченнями заїкалися: єгипетські фараони, перський цар Бат, можливо, пророк Мойсей (мав якийсь дефект мови, за описами схожий на заїкання), римський поет Вергілій та інші.
Міжнародний день людей, що заїкаються (International Stuttering Awareness Day) відзначається щорічно 22 жовтня, починаючи з 1998 року.

## Ознаки
Заїкання супроводжується перериваннями мови, повторенням окремих звуків, складів або цілих фраз, неприродним розтягуванням звуків. Заїкання майже завжди супроводжується напругою, тривогою і страхом мовлення. При цьому можливі неприродні рухи, гримаси особи або тики, за допомогою яких людина, що заїкається, намагається подолати заїкання. Заїкаються приблизно 2,5 % дітей дошкільного віку. І близько 5 % людей заїкалися коли-небудь в дитинстві. Серед дорослих людей заїкаються близько 1 % людей (за останніми даними — 0,75 %). З них 80 % — чоловіки, і 20 % — жінки.
На 2019 рік, за статистикою, проблему заїкання мають близько 3 млн людей у світі.
Причини виникнення заїкання точно не встановлені. Передбачається, що виникнення заїкання обумовлене сукупністю генетичних і неврологічних чинників. Заїкання спричинюють судоми м'язів мовного апарату: язика, піднебіння, губ або ж гортані. Все, окрім останнього, є голосовими судомами. Також існують дихальні судоми, при яких порушується дихання і виникає відчуття браку повітря. Якщо заїкання — невроз, воно посилюється, коли людина починає нервувати, а також взагалі при сильних емоціях.

## Методики лікування
Існує низка способів вилікувати заїкання, але жоден з них не дає повної гарантії. Всі методи так чи інакше діляться на тих, що розглядають заїкання як дефект мови і як логоневроз. Перші радять «говорити повільно» або якось нормалізувати мовлення. Інші концентруються на нервовій системі, вважаючи заїкання лише одним з проявів неврозу.

## Відомі люди, що мали проблеми із заїканням[джерело?]
В англомовному розділі вікіпедії є більший список відомих людей, які заїкаються, див. статтю «List of stutterers».
- Мойсей
- Аристотель
- Демосфен — оратор
- Вергілій
- Клавдій — римський імператор
- Ісаак Ньютон
- Наполеон I
- Чарлз Дарвін
- Льюїс Керрол
- Вінстон Черчилль
- Людвіг Вітґенштайн — філософ
- Мерилін Монро — американська акторка, модель, співачка, кінопродюсерка та автобіографістка
- Елвіс Преслі
- Брюс Вілліс
- Майк Тайсон
- Ромаріо — бразильський футболіст
- Скетмен Джон — американський музикант та співак
- Семюел Л. Джексон — американський кіноактор
- Ровен Аткінсон — актор-комік
- Жерар Депардьє
- В'ячеслав Молотов
- Роберт Рождественський — радянський поет
- Оззі Осборн
- Кайлі Міноуг
- Джулія Робертс — американська акторка й продюсерка
- Білл Косбі — американський гуморист
- Емілі Блант — британська акторка